# Cordillera de Ybytypanemá
La Cordillera de Ybytypanemá es una planicie situada en los departamentos de Cordillera y Central de la República del Paraguay que se extiende desde la unión de la Cordillera de los Altos y las Sierras de Ybycuí hasta el río Paraguay. Está rodeada por los llanos del Lago Ypacaraí al norte, al este por el planalto de Ybycuí, al sur por los llanos y esteros del Lago Ypoá, y al oeste por el Río Paraguay.
Las colinas de la ciudad de Asunción forman parte de ella. Entre sus elevaciones, se encuentran los cerros Yaguarón, Patiño, Koi, Ñemby, Lambaré, Tacumbú, y otros.